# Bunić
Bunić je naselje u Hrvatskoj, mikroregija Lika-Krbava, nalazi se u općini Udbini.

## Povijest i znamenitosti
Naselje krase zidine poznate Rimokatoličke crkve Blažene Djevice Marije koja je spomenikom kulture prve kategorije. Pod zidom crkve sahranjeni su ostatci slavnoga branitelja i vojskovođe generala Laudona i njegove obitelji. U krbavskom selu Buniću 1743. dao je sagraditi župnu crkvu. Financirao ju je s 30.000 forinti iz zaklade ratnog ministarstva u Beču, koju je on osnovao, na uspomenu svoje dvoje djece što su preminula u Buniću. Zidana grobnica njegove dvoje djece je kraj crkve s lijeve strane. Polovicom 1746. dok je bio kapetan, dao je pošumiti živi pijesak u Krbavskom polju nedaleko od Bunića. Taj je gaj hrastova danas poznat kao Laudonov gaj. Mjesto je jako stradalo u drugome svjetskom ratu od strane četnika (ličkih Srba) koji su protjerali ili pobili većinu Hrvata, a crkvu znatno oštetili. 
U Drugome svjetskom ratu i još više poslije rata, jugokomunisti i velikosrbi su ubijanjem uništili župu u Buniću. Popis stanovništva Like i Krbave iz 1712. bilježi da u Buniću živi 96 vlaških obitelji.
U tijeku (stanje 2017.) je obnova rimokatoličke crkve, teško oštećene tijekom Drugog svjetskog rata.

## Stanovništvo
- 2011. – 133
- 2001. – 136
- 1991. – 399 (Srbi – 368, Hrvati – 20, Jugoslaveni – 5, ostali – 6)
- 1981. – 527 (Srbi – 407, Jugoslaveni – 90, Hrvati – 23, ostali – 7)
- 1971. – 685 (Srbi – 638, Hrvati – 27, Jugoslaveni – 16, ostali – 4)

| broj stanovnika | 1554  | 1676  | 1642  | 1761  | 1941  | 1784  | 1941  | 1670  | 921   | 887   | 806   | 685   | 527   | 399   | 136   | 133   | 96    |
|                 | 1857. | 1869. | 1880. | 1890. | 1900. | 1910. | 1921. | 1931. | 1948. | 1953. | 1961. | 1971. | 1981. | 1991. | 2001. | 2011. | 2021. |

## Poznate osobe
U Buniću je rođen hrvatski glumac Rade Šerbedžija kao i poznata hrvatska novinarka Mirjana Rakić.

## Vanjske poveznice
- Bunić danas[neaktivna poveznica]